# 管于奚
管于奚（?—?），中国春秋時期齐国大夫，管氏。管仲的同族后人。
管于奚的夫人原是鲁国叔肸的姘妇，叔肸之兄鲁宣公的正妃穆姜对此很不满，不能把姘妇当做弟妹。她生下子叔声伯后就被遗弃，嫁给了管于奚。管于奚和他生下两个孩子后就去世了，两个孩子被托付给子叔声伯，子叔声伯让异父弟弟（管于奚之子）做了大夫，又把异父妹妹（管于奚之女）嫁给了施孝叔。后来，管于奚的女儿又被嫁给晋国的郤犨。